# Michael Riessler
Michael Riessler (Ulm, 19 juni 1957) is een Duitse jazzklarinettist en -componist.

## Levensloop
Na het behalen van zijn middelbareschooldiploma in 1975 studeerde Riessler klarinet aan de muziekacademies van Keulen en Hannover bij Hans Deinzer. In 1978 speelde hij in het Ensemble Musique Vivante in Parijs. Na concerten met Siegfried Palm en Aloys Kontarsky ging hij in 1988 op tournee door West-Afrika met de Kölner Saxophon Mafia. Van 1989 tot 1991 werkte hij als muzikant bij het Orchestre National de Jazz en was hij lid van het Pit Sound Orchestra. Daarnaast begon hij hoorspelen te realiseren met Peter Zwetkoff. In 1992 richtte hij een trio op met de draailier-speler Valentin Clastrier en de tamboerijnspeler Carlo Rizzo en met hen evenals Michel Godard, Gérard Siracusa en Jean-Louis Matinier de groep Le Bûcher des Silences. In 1986 werd de theatermuziek L'Ecole des Bouffons, die hij componeerde voor het drama van de Belgische toneelschrijver Michel de Ghelderode, opgevoerd in Rennes en Riessler begon met lesgeven in moderne muziek bij de zomercursussen van Darmstadt. Sinds 1988 is hij ook gastdocent saxofoon aan het Instituut voor Hedendaagse Muziek in Darmstadt. 
Het album Héloïse, gecomponeerd in 1992 voor de Donaueschinger Musiktage, werd bekroond met de Preis der deutschen Schallplattenkritik. In hetzelfde jaar ontving hij de SWF Jazzprijs. In zijn project Momentum Mobile in 1993 trad de draaiorgelspeler Pierre Charial op met de jazzmusici Howard Levy, Renaud Garcia-Fons en Robby Ameen, een strijkkwartet en een blaaskwintet. In 1997 werden literaire instellingen gecreëerd voor de Biënnale van Berlijn onder de titel Honey and Ashes. In 1998 trad hij op met danser Nigel Charnock en zijn ballet Comedie werd uitgebracht in Parijs. In 1999 werd Looseshoes uitgevoerd op de Biënnale van München met deelname van de auteur Raymond Federman en de musici Markus Stockhausen, Simon Stockhausen en Michel Portal. Multimediaprojecten als Email en Aponivi volgden. In 2000 verscheen het album Orange met Pierre Charial, accordeonist Jean-Louis Matinier en zangeres Élise Caron, in hetzelfde jaar met klarinettiste Sabine Meyer en het Trio di Clarone Bach in 1 Hour. In 2004 volgde het album Ahi Vita met klaagzangen over de renaissance en de vroege barok, opgenomen met cellist Vincent Courtois en het vocaal ensemble Singer Pur. In 2010 ging zijn werk Trompe l’œil - Trompe l’oreille in première op het Herrenhausen Art Festival.
In 2012 publiceerde Intuition Michael Riesslers Big Circle. Riesslers bijdrage aan de ontwikkeling van de jazz is daarentegen kritisch over Michael Rüsenberg, met het oog op hetzelfde werk. In hetzelfde jaar ontving het album de Preis der deutschen Schallplattenkritik. Daarnaast componeerde Riessler ook continu voor radio, naast hoorspelen voor de muziek voor Lord of the Rings (1990). Der Zauberberg (2000), de met de Hörkules bekroonde Steppenwolf (2002) en Madame Bovary hebben audiospelen gemaakt zoals Ji-Viru (1995), Chansons (1997), Fever (1998), Zwei Tische (2000) en Berenice Tableau (2003). Ten slotte werkte Riessler ook als tolk met componisten en musici van klassiek modernisme zoals Mauricio Kagel, Vinko Globokar, Steve Reich, Karlheinz Stockhausen, John Cage, Helmut Lachenmann, Dieter Schnebel en Michael Sell. Riessler gaf jazz- en improvisatiecursussen in Orléans, Toronto, Montreal, Tokio en Chapel Hill (North Carolina). Hij doceerde ook tijdens de zomercursussen in Darmstadt. In 2009 werd hij benoemd tot professor jazz aan de Universiteit voor Muziek en Theater in München.

## Onderscheidingen
- 2000: Schneider-Schott-Musikpreis Mainz samen met Mike Svoboda
- 2011: Stagebeurs in de Deutschen Akademie Rom Villa Massimo

## Hoorspelen muziek
- 1999: Michael Riessler: Fever – Regie en compositie: Michael Riessler (hoorspel - WDR)
- 2004: Boris Vian: Das rote Gras – Bewerking en regie: Christiane Ohaus (hoorspel – DLR Berlin/NDR)
- 2009: John von Düffel: Die Unsichtbare. Regie: Christiane Ohaus (Radio-Tatort – RB)
- 2013: Émile Zola: Das Geld – Bewerking en regie: Christiane Ohaus (hoorspel (3 delen) – RB/NDR/SR/DKultur)